# Миргородський Максим Вікторович
Макси́м Ві́кторович Миргородський (позивний — «Майк»), (27 вересня 1979, Болград, Одеська область, УРСР) — генерал-майор Збройних Сил України, командувач Десантно-штурмових військ Збройних Сил України (2021—2024).
Командир 95-ї окремої десантно-штурмової бригади (2018—2021). Перший учасник війни на сході України, який став повним лицарем ордена Богдана Хмельницького.
У жовтні 2022 року ввійшов до списку 25 найвпливовіших українських військовиків від НВ.

## Життєпис
Народився 27 вересня 1979 року в місті Болграді на Одещині.
Під час війни на сході України брав участь у боях за Слов'янськ, обороні Донецького аеропорту та боях за Дебальцеве.
25 квітня 2015 року нагороджений орденом Богдана Хмельницького I ступеня, таким чином ставши першим з учасників АТО повним лицарем цього ордена.
Під час війни продовжив навчання, у червні 2017 року закінчив Національний університет оборони України імені Івана Черняховського, отримав диплом магістра.
Станом на грудень 2018 року — командир 95-ї окремої десантно-штурмової бригади.
9 серпня 2021 року був призначений командувачем Десантно-штурмових військ Збройних Сил України.
11 лютого 2024 року звільнений з посади командувача Десантно-штурмових військ Збройних Сил України .

## Військові звання
- 6 грудня 2018 — полковник[6].
- 24 серпня 2021 — бригадний генерал[12].
- 21 квітня 2022 — генерал-майор[13].

## Нагороди
- Орден Богдана Хмельницького І ст. (24 квітня 2015) — за особисту мужність, героїзм та високий професіоналізм, виявлені у захисті державного суверенітету та територіальної цілісності України, вірність військовій присязі[14].
- Орден Богдана Хмельницького ІІ ст. (27 листопада 2014) — за особисту мужність і героїзм, виявлені у захисті державного суверенітету та територіальної цілісності України[15].
- Орден Богдана Хмельницького ІІІ ст. (5 липня 2014) — за особисту мужність і героїзм, виявлені у захисті державного суверенітету та територіальної цілісності України, вірність військовій присязі[16].
- Орден «За мужність» ІІІ ступеня (2 серпня 2014) — за особисту мужність і героїзм, виявлені у захисті державного суверенітету та територіальної цілісності України[17].
- Медаль «За військову службу Україні» (5 грудня 2011) — за значний особистий внесок у зміцнення обороноздатності Української держави, зразкове виконання військового обов'язку, високий професіоналізм та з нагоди 20-ї річниці Збройних Сил України[18].

## Факти
- Проходив військову службу в 79-й окремій аеромобільній бригаді (м. Миколаїв).
- Грав у міні-футбол за команду «Аеромобільники».

### Інтерв'ю
- Максим Миргородский («Майк»), командир 1-го батальона 79-й ОАЭМБр. Донецкий аэропорт. Как это было. Октябрь [Архівовано 14 вересня 2015 у Wayback Machine.](рос.) // Петро і Мазепа, 12.09.2015